# Otto Thümer
Otto Gustav Thümer (* 13. Juni 1848 in Hilbersdorf bei Chemnitz; † 31. Januar 1917 in Dresden) war ein deutscher Musiker und Komponist.

## Leben und Wirken
Er war der Sohn des Kaufmanns Karl August Thümer und war in Dresden als „Tonkünstler“ tätig. Bekannt wurde er vor allem für seine für Klavier herausgegebene mehrbändige Etüdenschule. Seine Tochter war die Gesangslehrerin Charlotte Thümer.

## Werke (Auswahl)
- Neue Etüdenschule für Klavier (mehrere Hefte und Bände)
- (Hrsg.): Schule der Geläufigkeit für Anfänger, für Klavier.